# Басівка (Львівський район)
Басі́вка — село в Україні, у Сокільницькій сільській громаді Львівського району Львівської області. Населення становить 1152 особи. До 2020 року орган місцевого самоврядування — Сокільницька сільська рада.

## Історія
У 1431 році польський король Владислав II Ягайло передав у власність римо-католицькій архієпархії 40 ланів землі у Діброві та у лісах між селами, з одного боку, Скниловом, Оброшином, Ставчанами, а з другого — Годовицею, до автошляху, що веде до Щирця. На цьому місці (землях) король дозволив архієпископу Бошу (Басу) заснувати поселення, що згодом отримало назву — Басівка. Передачу цих земель львівським канонікам було засвідчено спеціальною грамотою, датованою 26 березня 1458 року. Наприкінці ХІХ століття належала до Оброшинскої греко-католицької парафії святого  Димитрія.
10 березня 1947 року відділом УПА було знищено дільницю радянського винищувального батальйону, яка розташовувалась у Басівці. Окрема парафія УГКЦ була заснована у часи здобуття Незалежності України — у 1994 році.
12 червня 2020 року Годовицько-Басівська сільська рада об'єднана з Сокільницькою сільською громадою Пустомитівського району.
17 липня 2020 року, в результаті адміністративно-територіальної реформи та ліквідації Пустомитівського району, село увійшло до складу Львівського району.

## Музей-криївка УПА
7 вересня 2014 року у лісовому масиві біля села Басівки, за залізничною лінією поблизу станції Оброшин, було урочисто освячено та відкрито Музей-криївку УПА, біля якої у 1955 році відбувся один із останніх боїв українських повстанців із підрозділом МГБ. Під час бою загинув один із підпільників, а інші двоє — юнак і дівчина на псевдо «Андрійка» були поранені та потрапили в полон.
У ніч із 1 на 2 січня 2017 року музей знищений пожежою.
На початку 2019 року Музей-криївку УПА відновлений.

## Населення
За даними всеукраїнського перепису населення 2001 року, у селі мешкало 1042 особи. Мовний склад села був таким:
| Мова       | Число осіб | Відсоток |
| ---------- | ---------- | -------- |
| українська | 1 042      | 100      |

## Галерея

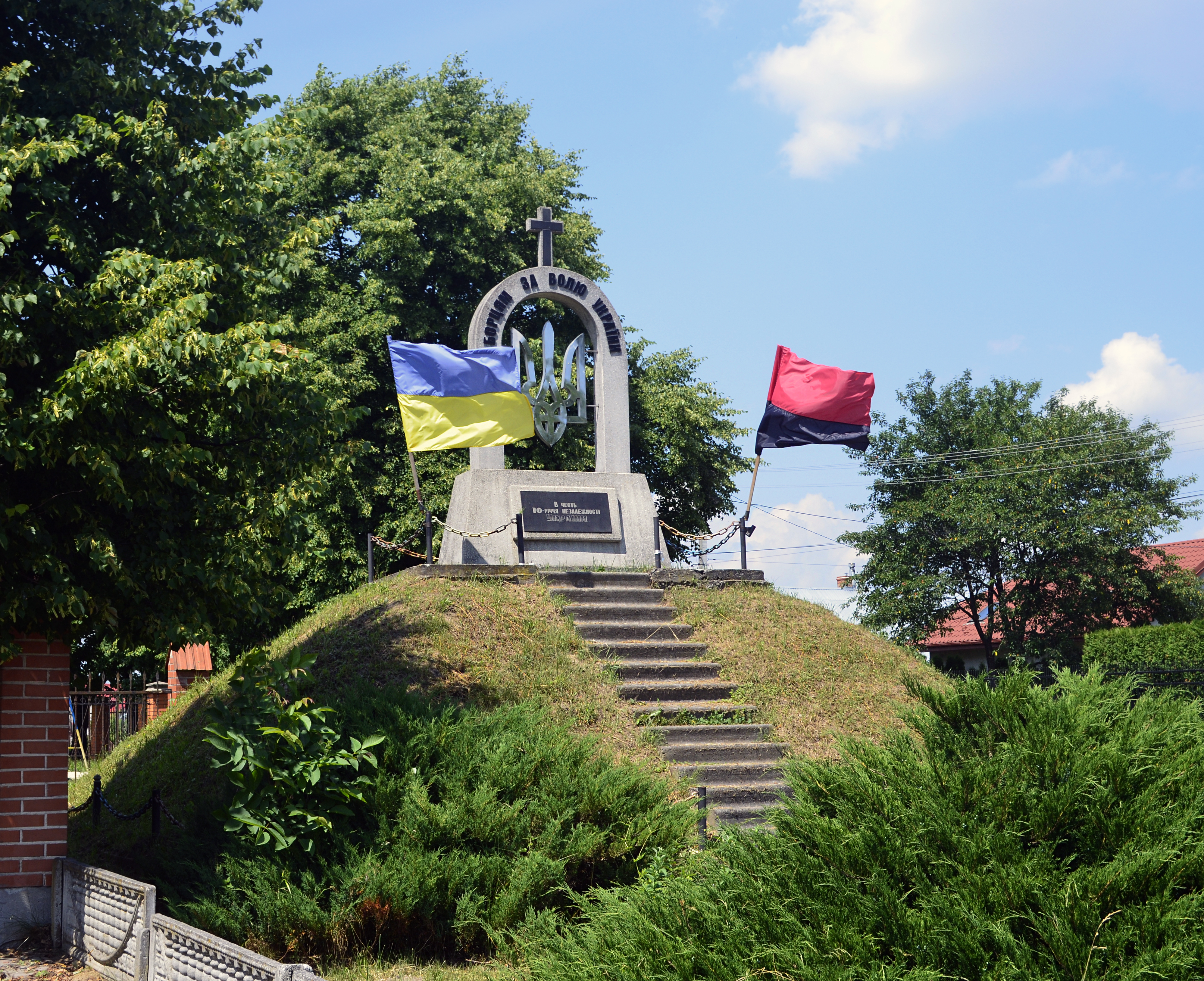
Монумент Борцям за Волю України
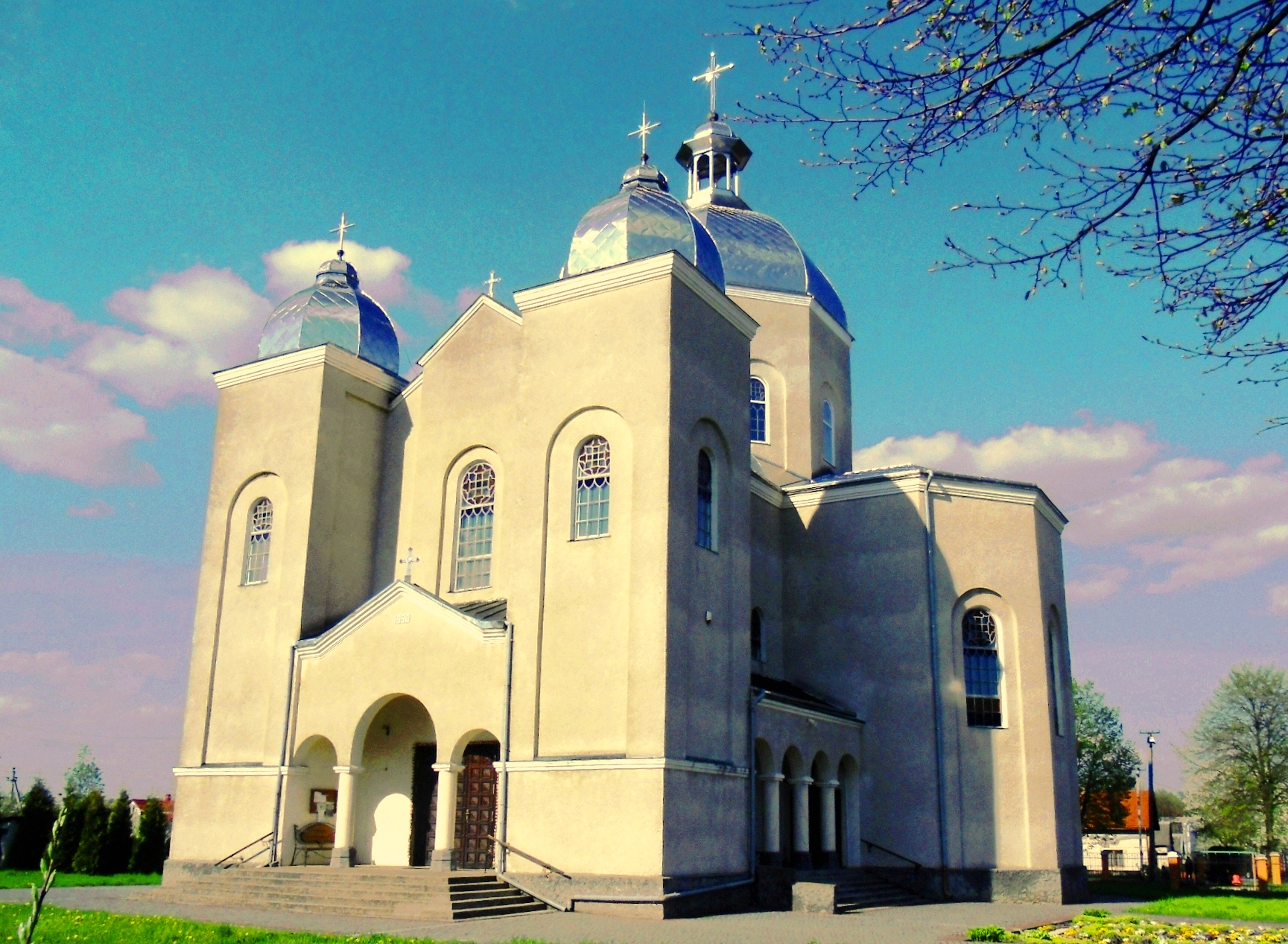
Церква святого Петра і Павла
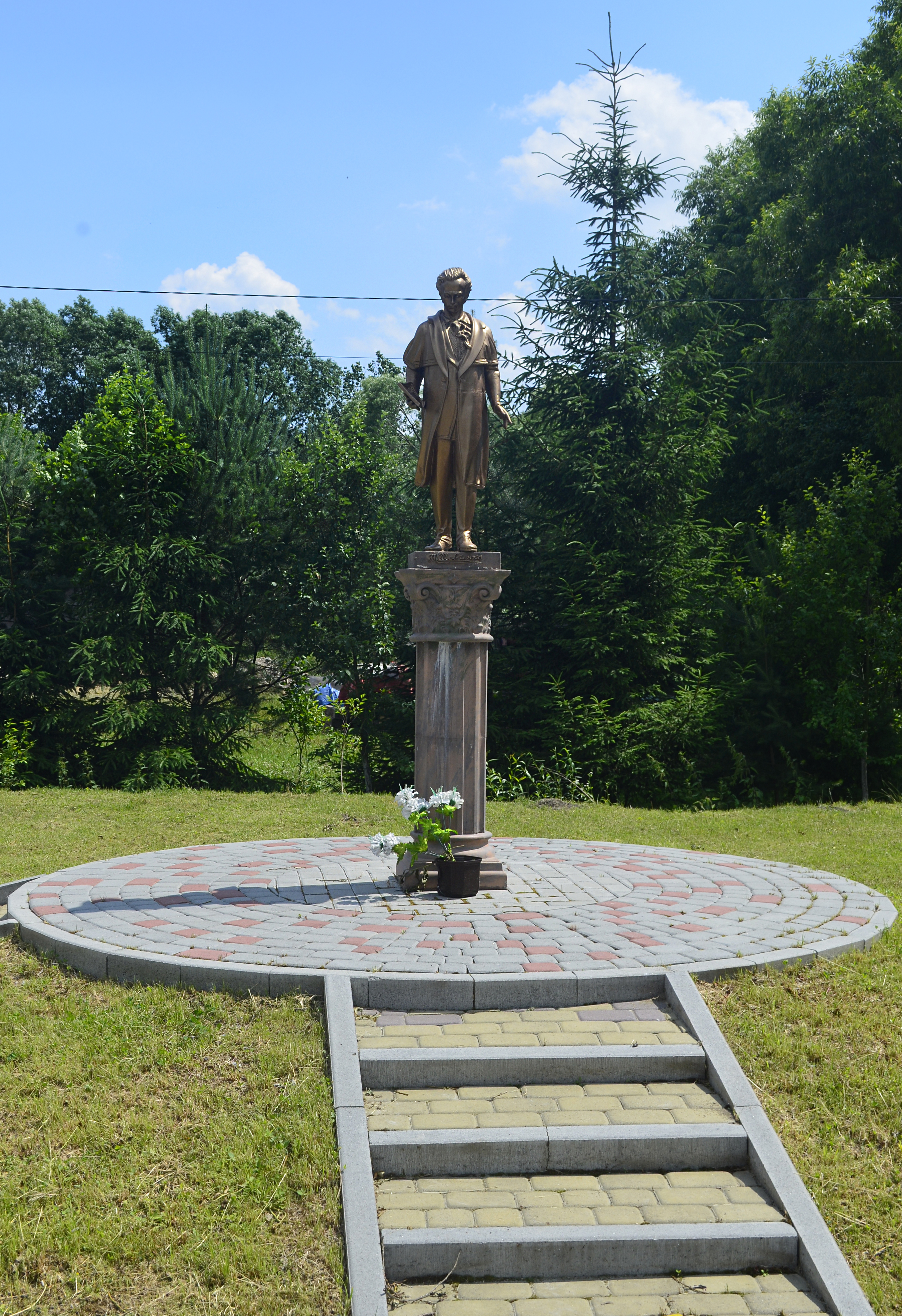
Пам'ятник Тарасові Шевченку
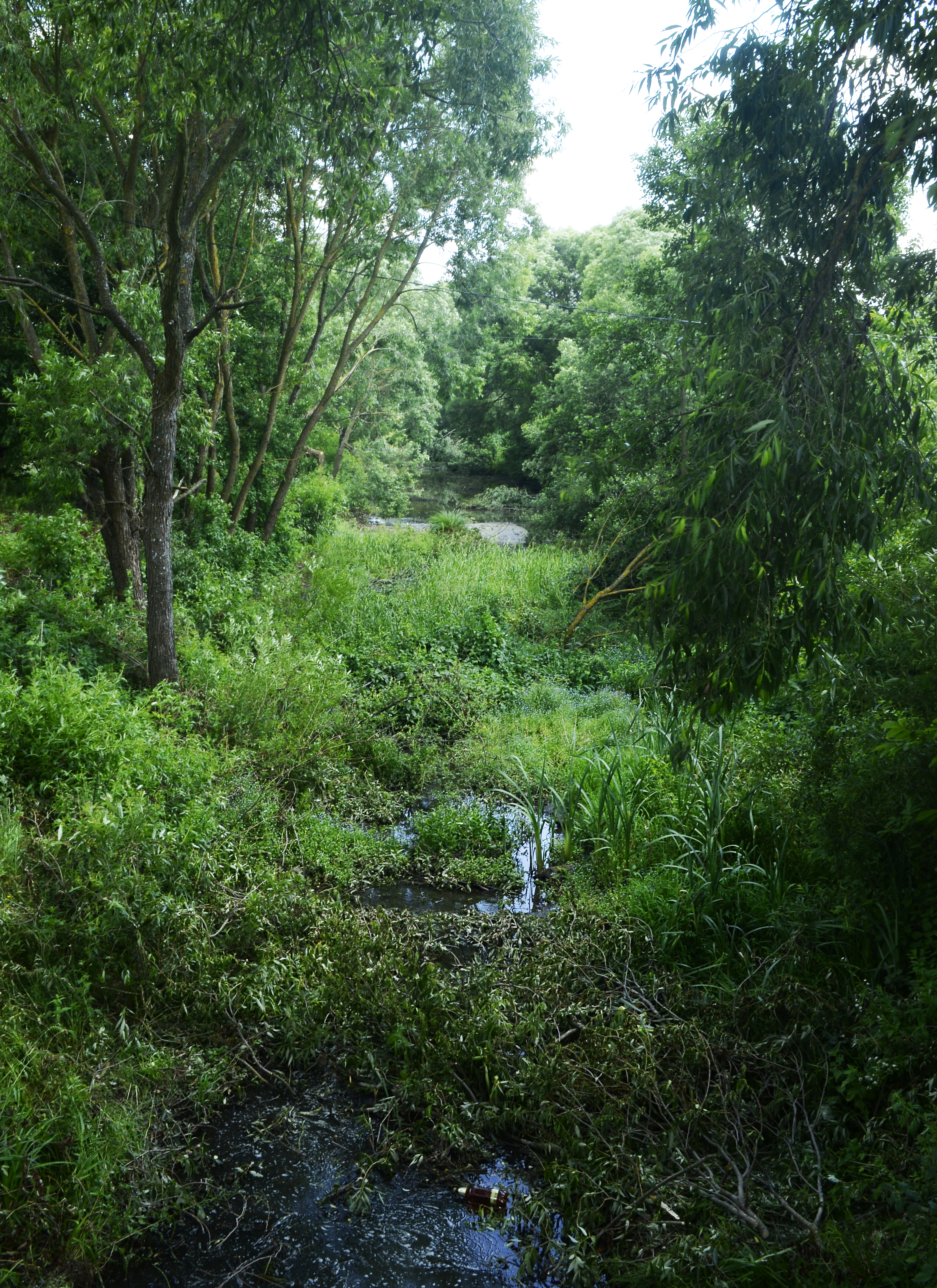
Річка Щирець у селі Басівка